# 杨悦 (德国)
杨悦（Yue Yang，1969年2月21日—），旅德作家、翻译家、企业家。

## 生平
1969年2月21日出生于重庆市，1990年毕业于四川外国语大学，1990年7月至1992年7月任教于四川华西医科大学，1992年留学德国，1996年独立开业经商。
与杨武能合译《格林童话全集》(譯林出版社)，与王荫祺合译《少年维特的烦恼》，收入《歌德文集》(河北教育出版社)，著有散文集《悦读德国》(四川文艺出版社)。
现任德国迅马科技公司董事长，德国川外校友会会长，德国逸远慈善与教育基金会理事，歐洲華文作家協會會員。
杨悦是文学家、翻译家杨武能的女儿。

## 著作
- 悦读德国
- 译著：格林童话全集[3]，少年维特的烦恼